# Femme se promenant près de la fontaine des jardins de la station thermale de Kissingen
Femme se promenant près de la fontaine des jardins de la station thermale de Kissingen (en allemand, Spaziergängerin am Springbrunnen im Kurgarten in Kissingen) est une peinture datant de 1885 du peintre allemand Adolph von Menzel. L'œuvre, exécutée à la gouache sur papier, a pour dimensions 17,7 × 11,6 cm,. Elle montre une scène estivale dans le jardin des thermes de Bad Kissingen, dans laquelle Menzel aborde les figurations contemporaines de l'impressionnisme français en termes de motif et de style de peinture. L'œuvre fait partie de la collection du Musée national de Varsovie.

## Description
La peinture, exécutée en format portrait à la gouache sur papier, montre une scène paisible et peu spectaculaire, un jour d'été à Bad Kissingen. D'une position élevée, la vue est dirigée vers une partie des jardins des thermes. Un chemin de sable relie en diagonale le coin inférieur gauche au coin supérieur droit. Au milieu de l'image, le chemin fait le tour d'une fontaine ronde au décor de pierre sans fioritures. Une petite fontaine se déverse dans le bassin rempli d'eau. Le chemin est bordé de bordures de fleurs avec une multitude de fleurs colorées resserrées, rouges, bleues, blanches et violettes. Ces fleurs et ces feuilles, en particulier, montrent une application au pinceau de petites touches de couleur, qui présente des similitudes avec le style de peinture en plein air des contemporains français de Menzel. En plus des parterres de fleurs, il y a des pelouses vertes en bas à droite et en haut à gauche. Dans le coin inférieur gauche, les branches vertes d'un arbre pénètrent dans l'image et masquent partiellement le chemin. Un autre arbre se dresse à droite au-dessus de la fontaine. Il a un tronc fin et seul le bas de son feuillage est visible, le reste de l'arbre est recadré à partir du haut de l'image. Cet arbre projette son ombre brune sur le terrain au-dessus de la fontaine. Un autre chemin est parallèle au bord supérieur de l'image comme une ligne d'horizon, qui est également bordée d'arbres et de fleurs.
Menzel a doté la vue sur le jardin de toutes sortes de personnalités, donnant à la composition, caractérisée par des formes géométriques, des éléments vivants. A gauche au-dessus de la fontaine, une dame marche dans l'ombre, représentée en profil perdu. Sa tête est inclinée vers l'avant et elle regarde une feuille de papier dans sa main droite. Cela pourrait être une lettre, mais un bulletin événementiel est également envisageable dans une station thermale. Sur son épaule gauche, qui est détournée du spectateur, elle tient un parasol ouvert, dont le tissu rouge foncé contraste avec une bordure blanche. Le parasol remplit l'espace derrière son dos et son cou. La dame porte sur la tête un bonnet jaunâtre avec des rubans rouges décoratifs. Le couvre-chef laisse de grandes parties découvertes à l'arrière de la tête, de sorte que ses cheveux noirs sont visibles. Sa robe se compose d'un haut bleu foncé à manches longues avec une taille fine et d'une jupe longue froncée, notamment au niveau des fesses. La jupe en tissu rose est rehaussée de plusieurs rubans rouges. En face de la dame, au bord inférieur droit de la fontaine se trouve un chien de taille moyenne au pelage noir et blanc. Alors qu'il se soutient avec ses pattes arrière devant la fontaine, la patte avant gauche est déjà au-dessus du bord du bassin et sa tête le dépasse : le chien boit probablement de l'eau. Dans le coin inférieur droit de l'image, un chat au pelage foncé est étendu sur la pelouse. De plus, deux moineaux se sont installés sur le sentier en haut à droite. La dame et les différents animaux de l'image n'interfèrent pas les uns aux autres, mais coexistent pacifiquement. Menzel utilise la vue par la fenêtre moins pour reproduire une observation concrète et raconter une histoire que pour traiter intensivement les thèmes de la lumière et de la couleur. La gouache est signée et datée « Menzel 85 Kissingen » sur le bord inférieur de l'image dans la zone de la pelouse.

## Menzel à Kissingen
Menzel a visité à plusieurs reprises Bad Kissingen avec la famille de sa sœur, surtout après la mort de son beau-frère en 1880. En 1889, il se décrit dans le Livre d'or de la ville comme un « non curiste », soulignant ainsi son rôle particulier d'observateur et d'artiste. Menzel habitait régulièrement la Villa Hailmann, Kurhausstraße 3 (aujourd'hui : Martin-Luther-Straße 9). D'une chambre de cette villa, il regardait les jardins de la station thermale, comme on peut le voir sur la peinture. La vue par la fenêtre est un motif récurrent dans l'œuvre de Menzel et se retrouve déjà, par exemple, dans les motifs berlinois de la Maison dans l'arrière-cour de 1844 ou du Jardin du Prince Albert de 1846/1876 (tous deux à la Nationalgalerie de Berlin).
Menzel a dessiné d'autres vues des jardins des thermes au crayon lors d'un séjour en 1886 (Kurgarten à Kissingen, Kurgarten à Kissingen la nuit, tous deux conservés au Kupferstichkabinett Berlin). Des sentiers et une fontaine sont également visibles sur ces dessins, mais aucune personne ni aucun animal n'y figure. La couleur ne joue aucun rôle dans ces dessins, mais Menzel s'intéressait à la représentation des conditions d'éclairage à différents moments de la journée. Dans d'autres images de Kissingen, Menzel a montré l'agitation de la ville thermale. Il a représenté des enfants jouant et d'autres curistes dans les gouaches Heure du café à Kissingen (collection privée), à partir de 1886, et dans le Buffet de déjeuner de la pâtisserie de Kissingen (collection privée), à partir de 1893 : il y représente de nombreuses personnes qui sont occupées de différentes manières. Ces peintures richement peuplées représentent un contrepoint thématique à la femme se promenant dans les jardins de la station thermale.

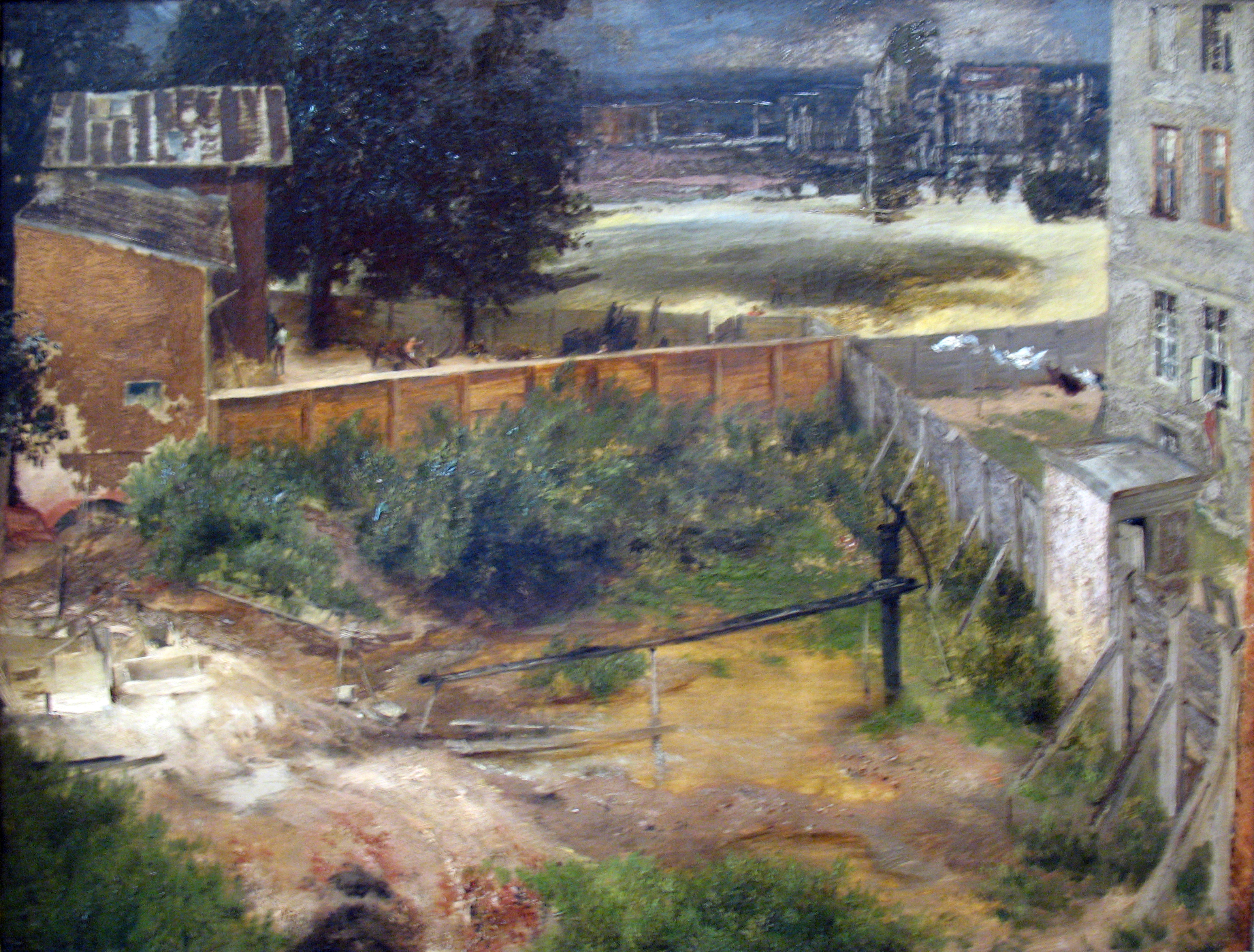
Maison dans l'arrière-cour, 1844.
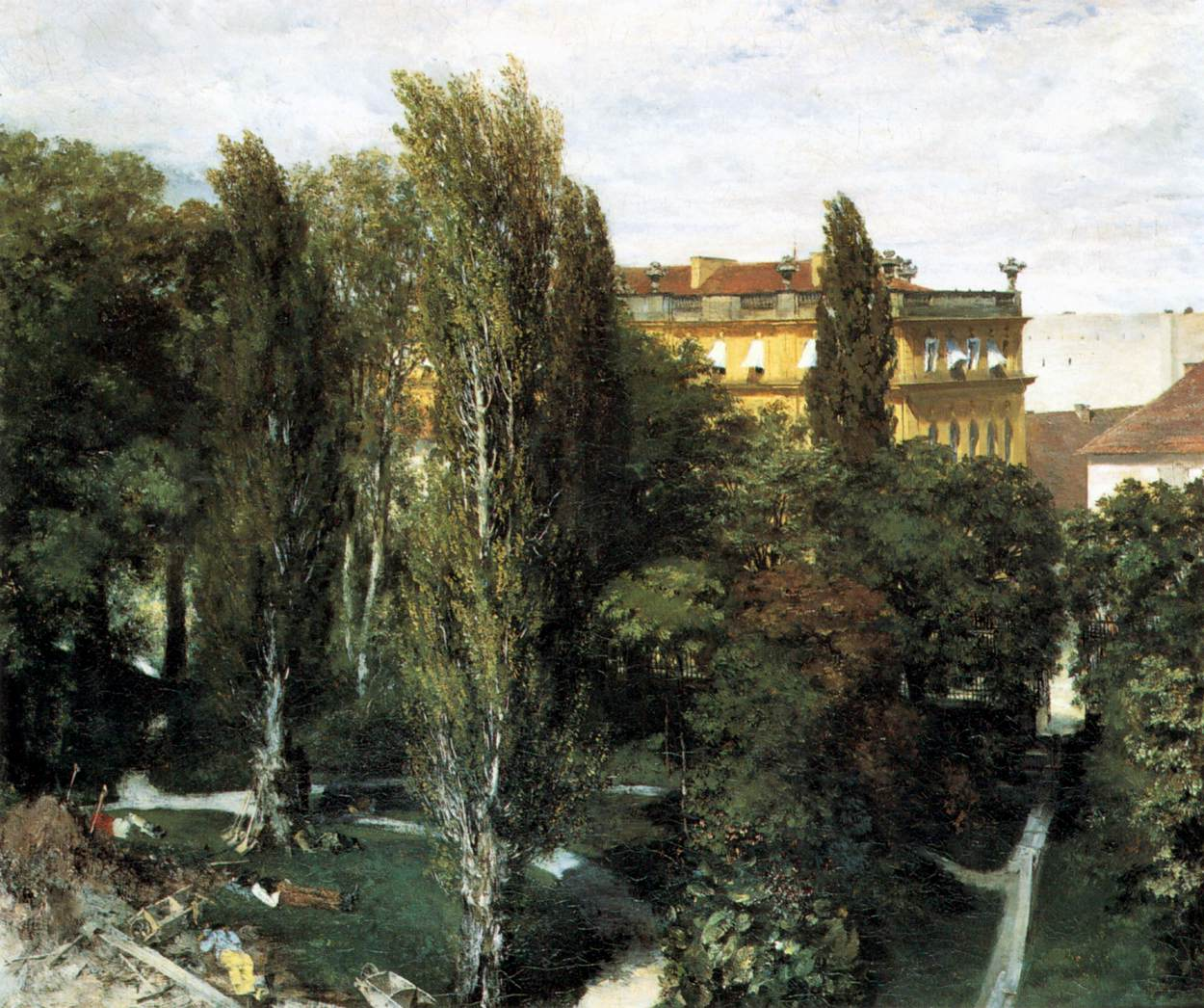
Jardin du Prince Albert, 1846/1876.
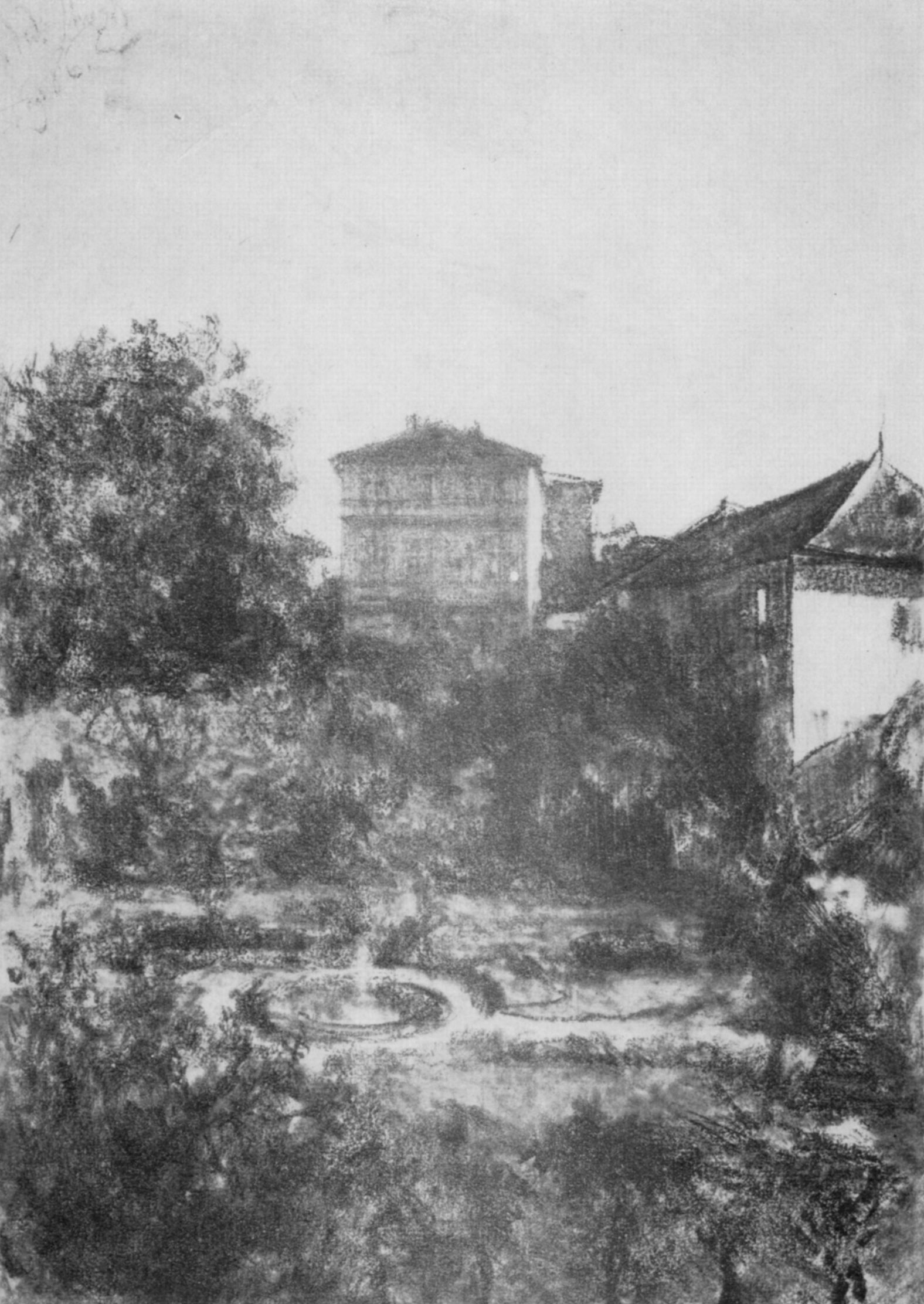
Kurgarten à Kissingen, dessin au crayon, 1886.
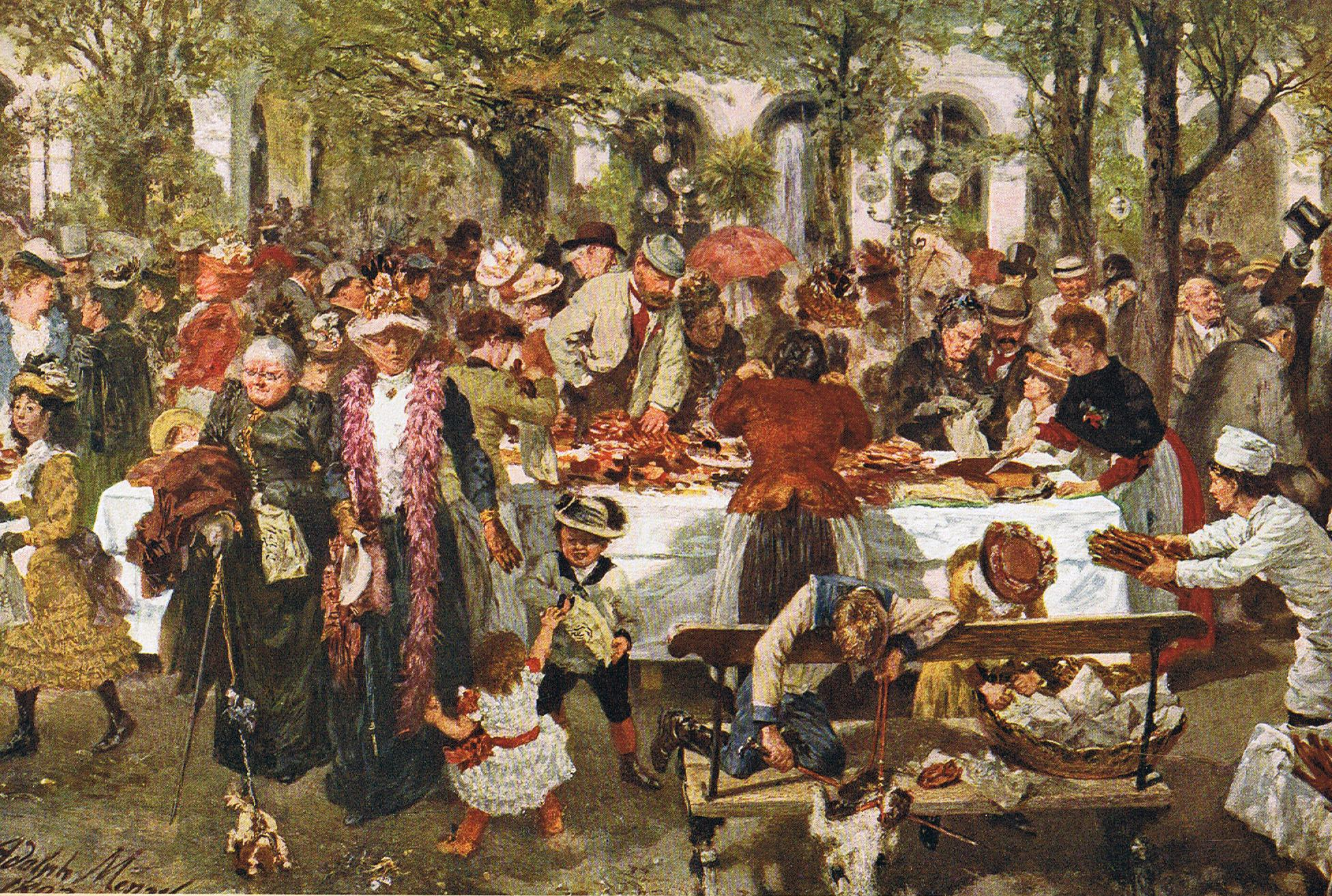
Buffet de déjeuner de la pâtisserie de Kissingen, 1893.

## Histoire
Ce tableau s'est retrouvé  dans la collection de l'entrepreneur de Breslau Heinrich von Korn l'année de sa création (1885). Il en a fait don du tableau au Musée des beaux-arts de Silésie en 1905. Après l'évacuation des fonds du musée et la destruction du bâtiment pendant la Seconde Guerre mondiale, les autorités polonaises ont emmené le tableau au Musée national de Varsovie en 1946, où il fait partie depuis de sa collection.